# Obscurantisme
Obscurantisme és un terme utilitzat pels adeptes del laïcisme per a descriure l'estat d'esperit d'immobilisme de persones que defensen, sovint per motius religiosos, les veritats eternes de la revelació i que s'oposen activament als valors de la il·lustració i de la revolució francesa: la recerca de la veritat per mètodes científics, la llibertat d'expressió en les arts i la premsa i finalment el progrés social i democràtic segons els principis de llibertat, igualtat, fraternitat.
Es parla així de l'obscurantisme dels reis de Castella durant la contrareforma, del qual Felip II de Castella hauria estat l'exponent per excel·lència, de l'obscurantisme de l'església catòlica en la seva oposició contra les descobertes de Nicolau Copèrnic, de Galileo Galilei i molts altres científics. La política obscurantista i repressiva de l'estat espanyol explica que les teories de Copèrnic, publicades entre 1507 i 1532, només poden divulgar-se obertament dos segles més tard per primera vegada a Espanya l'any 1774, amb la publicació de l'Estado de la Astronomía en Europa de Jordi Joan i Santacília.
Avui, el terme es fa servir també per a descriure l'actitud dels evangèlics americans en la lluita contra la teoria de l'evolució, dels adeptes de la teoria del disseny intel·ligent i del creacionisme així com de certs moviments conservadors de l'islamisme que volen defendre la seva autenticitat contra la influència del modernisme occidental que consideren com a dolent. També s'utilitza per moviments que posen en dubte el mètode científic i prefereixen saber intuitiu o esotèric inaccessible per la ciència.